# Eva Laufer
Eva Laufer (Berlín, 27 març 1912 - Londres, 18-9-1991) Fou una dona jueva, alemanya de neixament i resident als Països Baixos. Durant la Guerra Civil española, formà part dels voluntaris no combatents de les Brigades internacionals, enquadrada en el cos sanitari de la Columna internacional del POUM/Grup Internacional Lenin. Es va exiliar a Londres i fou periodista de la BBC, professora i traductora col·laboradora del Partit Laborista Independent.

## Biografia
Eva Regina Theresa Laufer, filla de Alfred i Khäte, va néixer a Berlín el 1912. Militant del KPD, per causa de les dificultats que patien els jueus a Alemanya, es va traslladar als Països Baixos, on es va casar amb el fotògraf i operador de cinèma Hans Sittig.
A l'esclat la Guerra Civil espanyola, la parella va decidir recolzar, com a voluntaris no combatents, el Bàndol republicà. A l'agost de 1936, es van incorporar a les milícies antifeixistes internacionals del Partit obrer d'unificació Marxista. Laufer va ser destinada al servei d'ambulàncies del Front d'Aragó i a l'hospital de Lleida. Hans Sittig, amb graduació de tinent, va treballar en una fàbrica d'armes. Més endavant, es van traslladar a Barcelona on van col·laborar amb el Socors Roig i van relacionar-se amb altres exiliats jueus, com ara Max i Golda Friedemann, Charlotte Margolin i Katia Landau.
Arran dels Fets de maig de 1937, el Poum va ser il·legalitzat i es va posar en marxa l'Operació Nicolai, que va desencadenar una cruenta persecució dels trotskistes del Poum i els sindicalistes de la CNT-FAI. El lider Andreu Nin va ser segrestat el 16 de juny per agents soviètics i va desaparèixer durant el seu trasllat a València. Hans Sittig també va ser empresonat i, a finals d'agost, expulsat d'Espanya.
Eva Laufer va ser detinguda el 14 agost a l'antic domicili d'Andreu Nin i reclosa a la Presó de dones de les Corts. El 6 setembre 1938 va ser expulsada del país. Es va exiliar a Londres on va treballar com a periodista a la BBC. Va refer la seva vida, es va tornar a casar amb Robert Karl Eisenschitz i van tenir dos fills: Aram Nicholas (1949) i Tamara Sybil. Va exercir de professora i traductora. Com a membre del Partit Laborista, va ser col·laboradora del líder i diputat jueu Ian Mikardo. Va morir a Londres el 18 setembre 1991.